# 選挙の日
『選挙の日』（せんきょのひ）は、TBSテレビの制作で2021年10月31日（第49回衆議院議員総選挙の投開票日）から放送されているJNN開票特別番組である。

## 概要
直近の国政選挙（第25回参議院議員通常選挙）での投・開票日（2019年7月21日）に放送された『Nスタ×news23 選挙スペシャル』と同様に、平日夕方の報道番組『Nスタ』と平日夜の報道番組『news23』をベースに構成する。なお、複数回にわたり同じタイトルを使用するのは2016年・2017年の『激突!選挙スタジアム』以来となる。

### 2021年（衆議院議員総選挙）
- 正式タイトルは『選挙の日2021 太田光と問う!私たちのミライ』。

『Nスタ』平日版メインキャスターの井上貴博（TBSテレビアナウンサー）と『news23』メインキャスターの小川彩佳がMCを務めた一方で、太田光（爆笑問題）をスペシャルMC、『ゴゴスマ -GO GO!Smile!-』（CBCテレビ制作）メインキャスターの石井亮次をスペシャルリポーターに起用した。
太田は、『太田光が問う!選挙スペシャル』（TBSテレビの制作で2021年3月29日に同局と一部のJNN系列局で放送された事前収録の特別番組）で小川と共に政治家へのインタビューを経験していたことなどを背景に、（他局を含めて）選挙特別番組のMCを初めて本格的に担当した。チーフプロデューサーの山崎直史（TBSテレビ）は、放送を前に視聴者へ向けたメッセージの中で、太田と石井を起用した意図について「政治家と『言葉』を介して向き合える唯一の芸人さんである太田光さんをスペシャルMCに迎えて、“私たちのミライ”を政治家に忖度なく問います。また、石井さんは普段の『ゴゴスマ』と違って、現場からの中継リポートを通じて選挙の日の夜の様々な場所から移動中継でお伝えします。当落速報や候補者の泣き笑いはもちろん、コロナ禍で浮き彫りになった様々な問題が“私たちのミライ”にどうつながっていくのか、視聴者の方と一緒に考えることができる番組になっています」と説明。放送の時点で同局の代表取締役社長を務めていた佐々木卓も、総選挙公示期間中の同年10月27日に臨んだ定例会見で、「忖度なしで歯に衣着せない太田さんが混沌とした社会の行方を切ってくれることを期待したい」とのエールを送っていた。
実際には、小選挙区・比例ブロックにおける開票速報の合間に、「太田と大物政治家の10番勝負」と称して太田から主要政党の新旧幹部10名に対するインタビューを生中継方式で実施。太田が辛辣な質問を連発した一方で、相手が十分に発言できないまま中継が打ち切られる事態が相次いだため、井上がアナウンサーの立場から太田の発言や進行をたしなめる一幕もあった。その一方で、TBSテレビ以外の系列局の一部では、過去の国政選挙開票特別番組と同様に、一部の時間帯を自社制作によるローカルパートに差し替え。放送免許上の放送対象地域および、（JNNの加盟局が存在しないことから取材拠点を常設している）近隣県内の選挙区の開票速報などを伝えた（詳細後述）。
TBSテレビの放送対象地域である関東地区では、番組の序盤（19時57分 - 21時00分）に当たる第1部の視聴率が、世帯平均で6.2%、個人全体で3.7%をマーク（いずれもビデオリサーチ調べの速報値）。世帯平均視聴率では、前回の『Nスタ×news23 選挙スペシャル』の第1部で記録した5.8%を若干上回ったものの、同じ時間帯に地上波のテレビで全国向けに放送された選挙特別番組では最も低かった。

### 2022年（参議院議員選挙）
- 正式タイトルは『選挙の日2022 私たちの明日』[13][14]。

2021年の当番組から、井上と小川が総合司会、太田がスペシャルキャスターを引き続き担当。その一方で、『Nスタ』の平日版で井上と共にメインキャスターを務めるホラン千秋が、石井と同格扱いの「キャスター」に起用された。
TBSテレビ以外の系列局の一部では、2021年の当番組に続いて、一部の時間帯を自社制作によるローカルパートに差し替えていた（詳細後述）。ただし、TVerで2022年4月に「TBS系リアルタイム配信」を開始したことを背景に、当番組もこの年から「リアルタイム配信」を実施。TVerを利用すれば、TBSテレビで放送中の映像と同時に配信されている動画を、ローカルパートへの差し替え実施局の放送対象エリアからでもインターネット経由で視聴できるようになった。

### 2024年（衆議院議員総選挙）
- 正式タイトルは『決戦! 緊急W中継 SMBC日本シリーズ2024×選挙の日』。

当初は、『選挙の日2024 〜私たちの明日「変わる」〜』と発表されていた。しかし、総選挙が執行される10月27日に横浜スタジアムで組まれているプロ野球日本シリーズの第2戦（横浜DeNAベイスターズ対福岡ソフトバンクホークスのナイトゲーム）を、TBSテレビ系列で全国向けに中継することとなり番組のタイトル・構成や放送の時間帯を大幅に変更し（詳細後述）、『SMBC日本シリーズ2024 第2戦「DeNA×ソフトバンク」』と衆議院議員総選挙特番『選挙の日2024〜私たちの明日「変わる」〜』の合体スペシャルとして放送されることとなった。
全試合がナイトゲームで開催されている1995年以降の日本シリーズ期間中で、試合の開催日に国政選挙が執行される事例は、1996年10月20日（日曜日）執行の第41回衆議院議員総選挙以来28年振り2例目。TBS（テレビ）系列の国政選挙開票特別番組が日本シリーズ中継とのコンプレックス編成で放送されることは、『決戦! 緊急W中継 SMBC日本シリーズ2024×選挙の日』が初めてである。
『選挙の日』への出演者については、前述した2022年の放送分から、小川以外の司会・キャスター陣が続投。石井が「特別司会」という肩書で出演するほか、2023年度から平日版のメインキャスターを3人体制へ移行している『Nスタ』から、月 - 木曜日担当の井上とホランが「総合司会」を務めた。
放送の当日（10月27日）には日本シリーズの第2戦が18:03から開催されたが、TBSテレビ系列では、『決戦! 緊急W中継 SMBC日本シリーズ2024×選挙の日』としての生放送にマルチチャンネル編成を導入しなかった。実際には、第2戦の中継を通常の野球中継と同じ方式（1画面）で19:48まで放送した後に、「TBS放送センター内のスタジオからの開票特別番組を『主音声』扱いの大画面、日本シリーズ第2戦の生中継を『副音声』扱いで右上の小画面から同時に流す」という並列放送（2画面中継）を19:49から3分間実施。総選挙への投票が締め切られる直前（19:59）から、第2戦が終了した直後（21:32）までの時間帯には、第2戦の展開に応じて「2画面中継」→「（開票速報を表示するL字型の画面を組み込んだ）1画面による第2戦の生中継」→「1画面による開票特別番組の生放送」→「前述した1画面による第2戦の生中継」の順に切り替えていた。
関東地区の地上波放送における平均世帯視聴率は、第2戦の開始（18:03）から第2戦中継の終了（21:32）までの時間帯（209分間）に限れば6.9%であった。もっとも、系列局の一部では、20:00以降の時間帯の一部を自社制作によるローカルパートへ差し替え（詳細後述）。インターネットでは、「2画面中継」を含めた『決戦! 緊急W中継 SMBC日本シリーズ2024×選挙の日』（TBSテレビでの放送分）の動画サイマル配信をTVerの「TBS系リアルタイム配信」、日本シリーズ第2戦中継動画のサイマル配信に特化した「スペシャルライブ」を「TBS系リアルタイム配信」とU-NEXTで17:45（地上波での放送開始時刻）から実施していた。
ちなみに、「2画面中継」は日本国内の生放送番組としては「異例」の取り組みであったため、放送中には井上が「（画面が）野球と選挙を行ったり来たりしていることによって、視聴者の皆さんの中にストレスを感じた方も多くいらっしゃるかと思います。大変失礼しました」と謝罪していた。その一方で、放送終了の2日後（10月30日）に執り行われたTBSテレビの社長定例記者会見では、専務の合田隆信が「総選挙の日程が放送の直前に確定したことを受けて、二元中継に踏み切った。中継としての難易度が高かったにもかかわらず、放送事故が起きなかったことは良かった」と回顧している。

## 出演者
- （　）内の番組は放送日時点でのレギュラー番組で、特記のない限り、TBSテレビ制作のJNN全国ネット番組。
- ◎印を付けた出演者は出演の時点におけるTBSテレビの現職アナウンサー、○印を付けた出演者はフリーアナウンサーで、出演者の肩書・担当番組は出演の時点で記載。

### 2021年
- 太字は1時台（1時20分から）も担当。

スペシャルMC
- 太田光（爆笑問題）

進行キャスター
- 小川彩佳○（『news23』メインキャスター）
- 井上貴博◎（『Nスタ』平日版メインキャスター）
- 国山ハセン◎（『news23』メインキャスター）

スペシャルリポーター
- 石井亮次○（CBCテレビ『ゴゴスマ -GO GO!Smile!-』メインキャスター）

フィールドキャスター
- ホラン千秋（タレント、『Nスタ』平日版メインキャスター）

開票速報キャスター
- 皆川玲奈◎（『報道特集』サブキャスター）[1]
- 山本恵里伽◎（『news23』フィールドキャスター）[1]

解説
- 星浩（TBSテレビスペシャルコメンテーター）[1]
- 松原耕二（BS-TBS『報道1930』メインキャスター、『サンデーモーニング』パネリスト）[1]

ゲスト
- 金子恵美（元衆議院議員）[1]
- トラウデン直美（タレント）[1]
- 宮田裕章（慶應義塾大学教授）[1]
- ryuchell（タレント）[1]
- 能條桃子（「NO YOUTH NO JAPAN」代表）[1]

ナレーター
- 神尾晋一郎[1]
- あおい洋一郎[1]
- 堀井美香◎[1]

### 2022年

#### 第1部（19:57 - 23:00）
スペシャルMC
- 太田光（爆笑問題）

キャスター
- ホラン千秋（タレント、『Nスタ』平日版メインキャスター）
- 石井亮次○（CBCテレビ『ゴゴスマ -GO GO!Smile!-』メインキャスター）

総合司会
- 井上貴博◎（『Nスタ』平日版メインキャスター）
- 小川彩佳○（『news23』メインキャスター）

ゲスト
- 山崎怜奈（乃木坂46）[23]
- 成田悠輔（経済学者、イェール大学助教授）[23]
- 金子恵美（元衆議院議員）[23]
- 伊藤和真（株式会社PoliPoli代表）[23]

ナレーター
- 小野賢章[23]
- あおい洋一郎
- 皆川玲奈◎

#### 第2部（23:00 - 翌1:00）
キャスター
- 小川彩佳○（『news23』メインキャスター）
- 国山ハセン◎（『news23』メインキャスター）

開票速報キャスター
- 南波雅俊◎（『Nスタ』平日版ニュースプレゼンター）
- 山本恵里伽◎（『news23』フィールドキャスター）

解説
- 星浩（TBSテレビスペシャルコメンテーター）

ゲスト
- 小峠英二（バイきんぐ）[24]
- トラウデン直美（モデル・タレント）[24]
- 成田悠輔（経済学者、イェール大学助教授）[24]
- ロバート・キャンベル（日本文学者）[25]

### 2024年
スペシャルMC
- 太田光（爆笑問題）

総合司会
- 井上貴博◎（『Nスタ』月 - 木曜日メインキャスター）
- ホラン千秋（タレント、『Nスタ』月 - 木曜日メインキャスター）

特別司会
- 石井亮次○（CBCテレビ『ゴゴスマ -GO GO!Smile!-』メインキャスター）

開票速報キャスター
- 赤荻歩◎（『ひるおび!』月曜午後プレゼンター兼水曜・金曜JNNニュース担当）
- 南波雅俊◎[注 2]（『Nスタ』平日版ニュースプレゼンター）

ゲスト
- 小倉優子（タレント）
- 岸博幸（実業家、元・内閣官房参与）
- トラウデン直美（モデル・タレント）

※プロ野球日本シリーズ中継の出演者は割愛。

## 放送時間

### 2021年（衆議院議員総選挙）
- 2021年10月31日 19:57 - 26:00（11月1日2:00）
  - 25:00 - 25:20（11月1日の1:00 - 1:20）には、『S☆1』（短縮版）を放送するため中断。
    - 当番組の放送を開始した10月31日の20:00頃に京王線の車内で無差別刺傷事件が発生したため、実際には中断の開始時間を当初予定の25:00から24:54に繰り上げたうえで、24:54 - 25:00（11月1日の0:54 - 1:00）に『JNN報道特別番組』を急遽編成。2021年10月改編から日曜の深夜分を『S☆1』内で隔週に担当している山本匠晃（TBSテレビアナウンサー）が、この事件に関するニュースを伝えた。　

  - TBSテレビと一部系列局では、当番組に続いて『TBS NEWS live!衆院選2021』（TBS NEWS制作）のサイマル放送を11月1日の未明（2:00 - 4:30）に実施。TBS NEWSのYouTube公式チャンネルでも放送動画を同時に配信するなど、開票状況を終夜にわたって報じる体制を講じた[26]。

### 2022年（参議院議員選挙）
- 2022年7月10日 19:57 - 25:00（11日1:00）
  - 『S☆1』は本番組の終了後に放送（25:00 - 25:58（11日 1:00 - 1:58））。ただし同番組内においても、画面下にて開票結果の表示を行った。
  - TBSテレビと一部系列局では、『S☆1』の放送を挟んだ後、『選挙DIG 参院選LIVE2022〜開票速報すべて見せます!～』[注 3]（TBS NEWS制作）[28]のサイマル放送を11日の未明（1:58 - 4:30[注 4]）に実施。

### 2024年（衆議院議員総選挙）
- 2024年10月27日 17:45 - 25:00（28日1:00）
  - 日本野球機構（NPB）の主催で当日の18:00から組まれているプロ野球日本シリーズ（横浜スタジアムでの横浜DeNAベイスターズ対福岡ソフトバンクホークス戦）[29]のテレビ放映権がNPBからTBSテレビへ割り当てられたことを受けて、『決戦! 緊急W中継 SMBC日本シリーズ2024×選挙の日』（第2戦中継とのコンプレックス編成による特別番組）として放送した。『S☆1』については、第2戦の有無や終了時刻にかかわらず、28日の1:00 - 1:50に放送枠を編成。実際には第2戦が当日に開催されているが、第2戦が中止の場合には、開票特別番組のみを19:57から放送することを予定していた。
    - NPBでは、日本シリーズの第2戦を「セントラル・リーグのクライマックスシリーズ（CS）ファイナルステージを突破したチームの本拠地を使用したナイトゲーム」として10月27日の18時台から開催することを、総選挙の公示日（10月15日）より前に決めていた[30]。上記のファイナルステージ（読売ジャイアンツ対ベイスターズ戦）が翌16日から21日まで東京ドーム（リーグ優勝チームであるジャイアンツの本拠地）で催された結果、TBSテレビと関係の深いベイスターズ[31]が、10月27日の18:00から本拠地の横浜スタジアムで福岡ソフトバンクホークス（パシフィック・リーグのCSファイナルステージ突破チーム）との第2戦に臨むことが確定[29]。この結果を受けて、NPBは第2戦のテレビ放映権をTBSテレビに割り当てた。
    - 日本シリーズのテレビ放映権を取得した放送局は、放映権に関するNPBとの契約との兼ね合いで、取得対象の試合の中継を開始の直前から終了の直後まで全国に向けて放送することになっている。TBSテレビでは10月27日に『選挙の日2024』というタイトルで当番組を放送することを発表していたが、総選挙の投票が締め切られる20:00の時点で第2戦が続いている場合に、開票特別番組と第2戦中継の並列放送を実施することを急遽決定した。実際には第2戦を17:45 - 21:32に中継したものの、開票特別番組の生放送用と第2戦の生中継用に別々のチャンネルを割り当てる「マルチチャンネル編成」を導入せず、「開票特別番組の画面と第2戦中継の画面を、同じチャンネルの中で3度にわたって切り替えながら、一部の時間帯で両方の画面を同時に表示させる」という異例の措置を講じていた（詳細前述）。
    - 『S☆1』については、通常編成と同じ時間帯（28日の0:00 - 0:50）で放送することが一旦発表されていた。日本シリーズに加えてアメリカのメジャーリーグのワールドシリーズが（日本時間の）10月26日から開幕することや、この年から大谷翔平と山本由伸が所属するロサンゼルス・ドジャースにワールドシリーズ進出の可能性が残っていたことなどによる。実際には、ドジャースがナショナル・リーグで優勝したことによって、ニューヨーク・ヤンキース（アメリカン・リーグの優勝チーム）とワールドシリーズで対戦することが10月21日に決定。当番組が放送される27日の午前9:15（いずれも日本時間）から、本拠地のドジャースタジアムで第2戦に臨んでいた[注 5]。その一方で、TBSテレビでは『決戦! 緊急W中継 SMBC日本シリーズ2024×選挙の日』を編成することに伴って、『S☆1』の放送時間を最初の発表から1時間遅らせている。

## 系列局での扱い
一部の系列局では、夕方帯のローカルニュース・情報番組をベースに「ローカルパート」を制作している。以下では、2022年での事例を中心に、「ローカルパート」を系列局ごとに記載する。
近畿広域圏：毎日放送（MBS）
- 『よんチャンTV』（『ゴゴスマ』の後枠で『Nスタ・第2部』のJNN全国ニュースパートを内包しながら関西ローカル向けに放送している報道・情報バラエティ番組）をベースに、本来の放送対象地域である近畿地方と、JNN加盟局が存在しない徳島県での開票状況などを伝える『よんチャンTV×選挙の日2022 政治の壁をしゃべりたおせ!参院選開票フェススペシャル』を関西ローカル向けに編成[32]（当該項で詳述）。2024年には、『よんチャンTV×選挙の日2024 あすから変わるお金と暮らし』とのタイトルで22:40頃から放送している。

中京広域圏：CBCテレビ（CBC）
- 『チャント!』（『ゴゴスマ』の後枠で放送されている、『Nスタ』第0部の前半・第2部のJNN全国ニュースパートを内包した東海3県（愛知・岐阜・三重）ローカルの報道・情報番組）をベースに、『チャント!×選挙の日2022 政権の中間テスト…私たちの選択は?』を東海3県向けに編成した[33]（当該項で詳述）。2024年は、『チャント!選挙スペシャル』のタイトルでローカルパートを放送した。2025年は前年度までの『チャント!』の18時台を分離したローカルニュース番組『newsX』を冠した『newsX 選挙どうなった』のタイトルでローカルパートが編成・放送された。

北海道：北海道放送（HBC）
- 『今日ドキッ!』（『ゴゴスマ』の後枠で『Nスタ』第2部のJNN全国ニュースパートを内包して北海道内向けローカルで放送している報道・情報番組）内の選挙特集企画『行かなきゃ!』をベースに、『選挙の日2022×HBC NEWS 行かなきゃ!参院選』を北海道ローカル向けに編成[34]。

宮城県：東北放送（TBC）
- 『Nスタみやぎ』（宮城県内向けローカルニュース番組）をベースに、県内での開票状況を伝えるローカルパートを編成した[35]。2024年には、『選挙の日　みやぎ2024』とのタイトルで放送。

長野県：信越放送（SBC）
- 『SBCニュースワイド』（長野県内向けローカルニュース番組）をベースに、県内での開票状況を伝えるローカルパートを編成した[36]。2024年には、『選挙の日2024年　長野』とのタイトルで放送。

鳥取県・島根県：山陰放送（BSS）
- 『テレポート山陰』（鳥取・島根の両県向けローカルニュース番組）をベースに、両県での開票状況を伝えるローカルパートを編成[37]。

岡山県・香川県：RSK山陽放送（RSK）
- 『RSKイブニングニュース』（岡山・香川の両県向けローカルニュース番組）をベースに、両県での開票状況を伝えるローカルパートを編成した。

広島県：中国放送（RCC）
- 『イマナマ!』（『ゴゴスマ』の後枠で放送されている『Nスタ』第2部のJNN全国ニュースパートを内包した広島県内向け報道・情報番組）をベースに、県内での開票状況を伝えるローカルパートを編成した[38]。2024年には、『選挙の日2024　広島』とのタイトルで放送。

福岡県：RKB毎日放送（RKB）
- 『タダイマ!』（『ゴゴスマ』の後枠で『Nスタ』第1部の前半・第2部のJNN全国ニュースパートを内包したローカル報道・情報番組）をベースに、本来の放送対象地域である福岡県と、JNN加盟局が存在しない佐賀県での開票状況を伝えるローカルパートを編成した。2024年も同様に対応。

## スタッフ

### 2021年
- 制作プロデューサー：阿隅訓之
- チーフプロデューサー：山崎直史
- 番組プロデューサー：河村健介、福間寛子
- 制作協力：JNN27局
- 製作著作：TBS

### 2022年
- 制作プロデューサー：山岡陽輔
- チーフプロデューサー：山崎直史
- 番組プロデューサー：福岡大司
- プロデューサー：福間寛子、久我雄三
- 制作協力：JNN27局
- 製作著作：TBS